# Harry Hebner
Harry Hebner (n. 15 iunie 1891, Chicago, Illinois, SUA – d. 12 octombrie 1968, Michigan City⁠(d), Indiana, SUA) a fost un înotător ce a reprezentat Statele Unite ale Americii, medaliat olimpic. A participat la 2 ediții ale Jocurilor Olimpice (1908, 1912) în care a câștigat două medalii de aur, o medalie de argint și două medalii de bronz.